# 本·埃弗里特

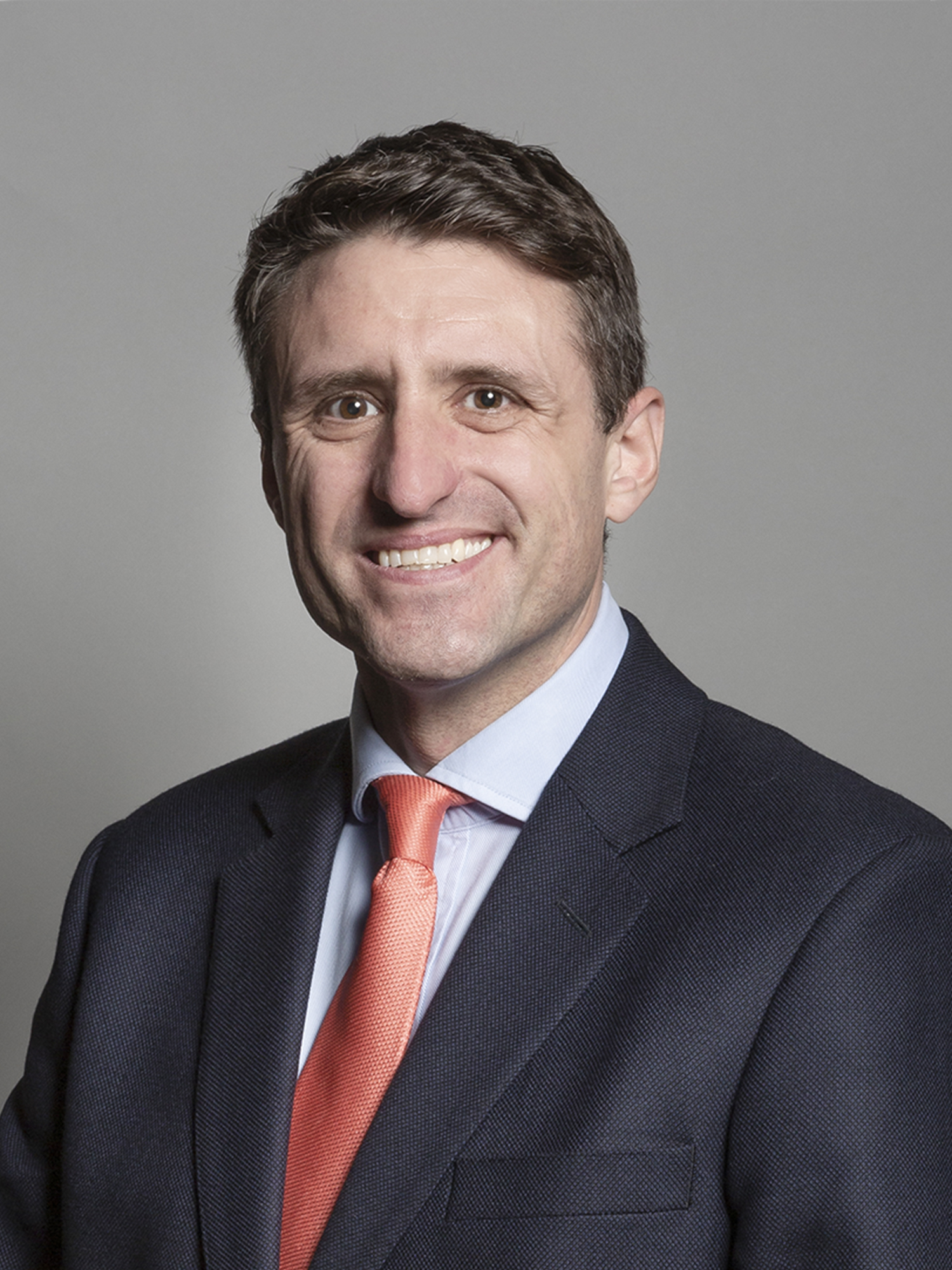

本·埃弗里特（英語：Ben Everitt；1979年11月22日—）是英國的一位政治家，所屬政黨是保守黨)。他在2019年英國大選中當選北米爾頓凱恩斯的議員。